# Claude Akins
Claude Marion Akins (Nelson, 25 de maio de 1926 - Altadena, 27 de janeiro de 1994) foi um ator norte-americano com uma longa carreira em teatro, cinema e televisão. Famoso por ter estrelado a série The Misadventures of Sheriff Lobo, transmitida no Brasil como Xerife Lobo.

## Filmografia
- 1953 - From Here to Eternity (A Um Passo da Eternidade)
- 1954 - Bitter Creek
- 1954 - Testemunha do Crime (Witness to Murder)
- 1954 - The Caine Mutiny (A Nave da Revolta)
- 1954 - The Raid (Vingança Terrível)
- 1954 - Shield for Murder (Caçado Como Fera)
- 1954 - Down Three Dark Streets (Não Há Crime Sem Castigo)
- 1954 - The Human Jungle (No Domínio do Vício)
- 1954 - The Adventures of Hajji Baba (As Aventuras de Haiji Baba)
- 1955 - The Sea Chase (Mares Violentos)
- 1955 - Man with the Gun (Armado Até os Dentes)
- 1956 - Battle Stations
- 1956 - The Proud and Profane (O Fruto do Pecado)
- 1956 - Johnny Concho (Redenção de um Covarde)
- 1956 - The Burning Hills (Montanhas em Fogo)
- 1956 - The Sharkfighters (Os Carrascos do Mar)
- 1957 - Hot Summer Night
- 1957 - The Kettles on Old MacDonald's Farm
- 1957 - The Lonely Man (O Bandoleiro Solitário)
- 1957 - Joe Dakota
- 1958 - The Defiant Ones (Acorrentados)
- 1958 - Onionhead (Mau Tempo Pela Proa)
- 1959 - Rio Bravo (Onde Começa o Inferno)
- 1959 - Porgy and Bess (Porgy e Bess)
- 1959 - Don't Give Up the Ship (A Canoa Furou)
- 1959 - Yellowstone Kelly (A Lei do Mais Forte)
- 1959 - Hound-Dog Man (Uma Dívida de Amor)
- 1960 - Comanche Station (Cavalgada Trágica)
- 1960 - Inherit the Wind (O Vento Será Tua Herança)
- 1961 - Claudelle Inglish (Com Pecado no Coração)
- 1962 - Merrill’s Marauders (Mortos Que Caminham)
- 1962 - Black Gold (O Caçador de Petróleo)
- 1964 - A Distant Trumpet (Um Clarim ao Longe)
- 1966 - Ride Beyond Vengeance
- 1966 - Incident at Phantom Hill (Pistoleiros Sem Alma)
- 1966 - Return of the Seven (A Volta dos Sete Homens)
- 1967 - First to Fight (Suplício do Medo)
- 1967 - Waterhole #3 (Ouro é o Que o Ouro Vale)
- 1968 - The Devil's Brigade (A Brigada do Diabo)
- 1969 - The Great Bank Robbery (O Grande Roubo do Banco)
- 1970 - A Man Called Sledge (Sledge, o Homem Marcado)
- 1970 - Flap (Fúria Audaciosa)
- 1972 - Skyjacked (Vôo 502 em Perigo)
- 1973 - Shadow of Fear (Fantasmas do Medo)
- 1973 – Battle for the Planet of the Apes (A Batalha do Planeta dos Macacos)
- 1975 – Timber Tramps
- 1977 – Tentacoli (Tentáculos)
- 1979 - The Misadventures of Sheriff Lobo (Xerife Lobo)
- 1986 - Pushed Too Far
- 1986 - Monster in the Closet
- 1987 - The Curse (A Maldição - Raízes do Terror)
- 1992 - Falling from Grace (O Retorno)
- 1993 - Seasons of the Heart
- 1994 - Twisted Fear